# James Gareth Endicott
James Gareth Endicott (Leshan in Szechuan, (China), 24 december 1898 — Toronto, 27 november 1993) was een Canadees predikant van de protestantse United Church of Canada. Zijn bekendheid dankt hij aan zijn activisme als christelijk geïnspireerd marxist.
James Gareth Endicott studeerde theologie aan het Victoria College van de Universiteit van Toronto. In 1925 verliet hij deze instelling als een methodistendominee.
James Gareth Endicott werkte, evenals als zijn vader, als protestants zendeling in China. Hij verbleef daar vanaf 1925 bijna twintig jaar. Zijn steun aan de Sovjet-Unie en China en beschuldigingen als zou hij tijdens de Korea-oorlog de zijde van de vijand hebben gekozen, waren de reden dat hij in 1952 door de Canadese pers als "Volksvijand nummer 1" werd bestempeld.
In het Chinees werd James Gareth Endicott Wen Yiuzhang genoemd. Hij sprak vloeiend Sichuanhua, het Chinees zoals dat in Sichuan wordt gesproken.

## Loopbaan
In 1925 keerde James Gareth Endicott na een studie in Canada terug naar China waar hij in Sichuan als missionaris ging werken.
In China was James Gareth Endicott jarenlang adviseur van Kwomintangleider Chiang Kai-shek, de Nieuw Leven Beweging en de Amerikaanse militaire inlichtingendienst.
James Gareth Endicott werd tijdens de Tweede Wereldoorlog - hij verbleef tussen 1941 en 1944 in Canada - geëerd met een eredoctoraat. Hij ontving een eredoctoraat van het Victoria College.
Omdat hij steeds meer teleurgesteld raakte door de corruptie binnen de Kwomintang, ging James Gareth Endicott de Chinese communisten steunen. Op 5 mei 1946 nam hij, gedwongen door de uitzendende kerk, ontslag als zendeling. Hij werd spreker tijdens studentendemonstraties en ageerde tegen de nationalistische regering.
In 1947 keerde Endicott terug naar Canada. Daar publiceerde hij de Canadian Far East Weekly. Ook stichtte hij het Canadian Peace Congress, een door de communisten beïnvloede organisatie.
Endicott bezocht tijdens de Koreaanse oorlog Noord-Korea en beschuldigde de Verenigde Staten bij terugkeer van het gebruik van chemische en biologische wapens. Het bezoek en zijn beschuldiging veroorzaakten een schandaal, want in Korea vochten Canadese soldaten zij aan zij met de Amerikanen tegen de communisten. In 1949 werd James Gareth Endicott voorzitter van de pro-sovjet World Peace Council.

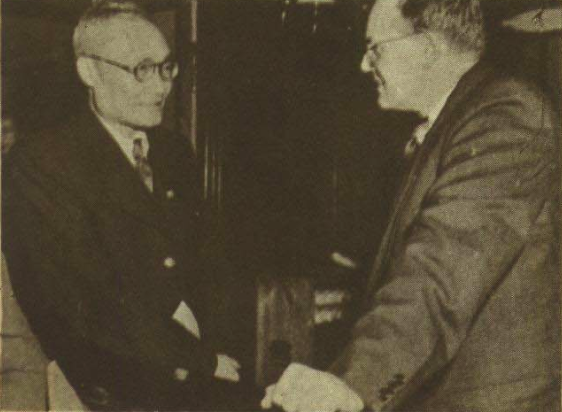
Wu Yaozong en Endicott (rechts) in 1951

In 1950 was Endicott een van de opstellers van het Appèl van Stockholm, waarin de World Peace Council opriep om atoomwapens af te schaffen.
In 1952 kreeg James Gareth Endicott de Stalin Vredesprijs.
Toen China en de Sovjet-Unie tijdens de destalinisatie elkaars vijanden werden, raakte James Gareth Endicott in een moeilijk parket. Uiteindelijk koos hij de zijde van China. De secretaris-generaal van de Canadese Communistische Partij, William Kashtan, vroeg hem daarop af te treden als voorzitter van het Canadian Peace Congress. Daarna verbrak Endicott publiekelijk de banden met de Moskougezinde communisten en stichtte hij de pro-Chinese "Canada-China society".
Van 1957 tot 1971 was hij president van het International Peace Research Institute.
Kort voor zijn dood werd Endicott nog door de Chinese regering onderscheiden met de "Peoples' Friendship Ambassador Award".